# ウクライナ蜂起軍
ウクライナ蜂起軍（ウクライナほうきぐん、ウクライナ語: Українська повстанська армія, УПА；英語: Ukrainian Insurgent Army、UPA）は、ウクライナにかつて存在した反体制武装組織。独ソ戦最中の1942年10月に結成され、おもに西ウクライナにおいて、赤軍とドイツ軍の双方に対するパルチザン・レジスタンス活動を行い、第二次世界大戦終結後はソ連と戦った。
現在のウクライナにおいてはウクライナ国家独立のために戦った英雄として名誉回復されているが、ソ連とその後継国家であるロシア及びポーランドにおいては、「ナチス協力者」「戦争犯罪組織」と扱われている。

## 背景
当時ソ連の一部であったウクライナでは1932年から1933年にかけて起きたホロドモールと大粛清下の弾圧により被害を受けた農民を中心に反ソ感情が高まっていた。
1941年6月に独ソ戦が始まるとドイツ軍が侵攻し赤軍を撃退したことから、農民は「解放軍」として喜んで歓迎し、大勢のウクライナ人が兵士に志願し、取り残された共産党員を引き渡すなどナチスの支配に積極的に加担したほどであった。ウクライナ人国家独立を目標とするウクライナ民族主義者組織（OUN）も当初は親独のウクライナ国家を建設してドイツと同盟を結び、ソ連と戦うことを期待していた。
しかし、ドイツ人の生存圏の拡大とスラヴ系諸民族の排除を目指すナチスもまた、ウクライナ人に過酷な政策を実施した。特にナチスの食糧大臣ヘルベルト・バッケは東部総合計画としてホロドモールを参考にそれらを上回る規模の大飢饉を起こし、入植するドイツ人の邪魔になる現地人を絶滅させる計画を立てていた（飢餓計画）。
期待を裏切られたウクライナでは反ソ・反共感情はそのままに反独感情も高まり、各地ではドイツへの抵抗運動が始まった。

## 歴史

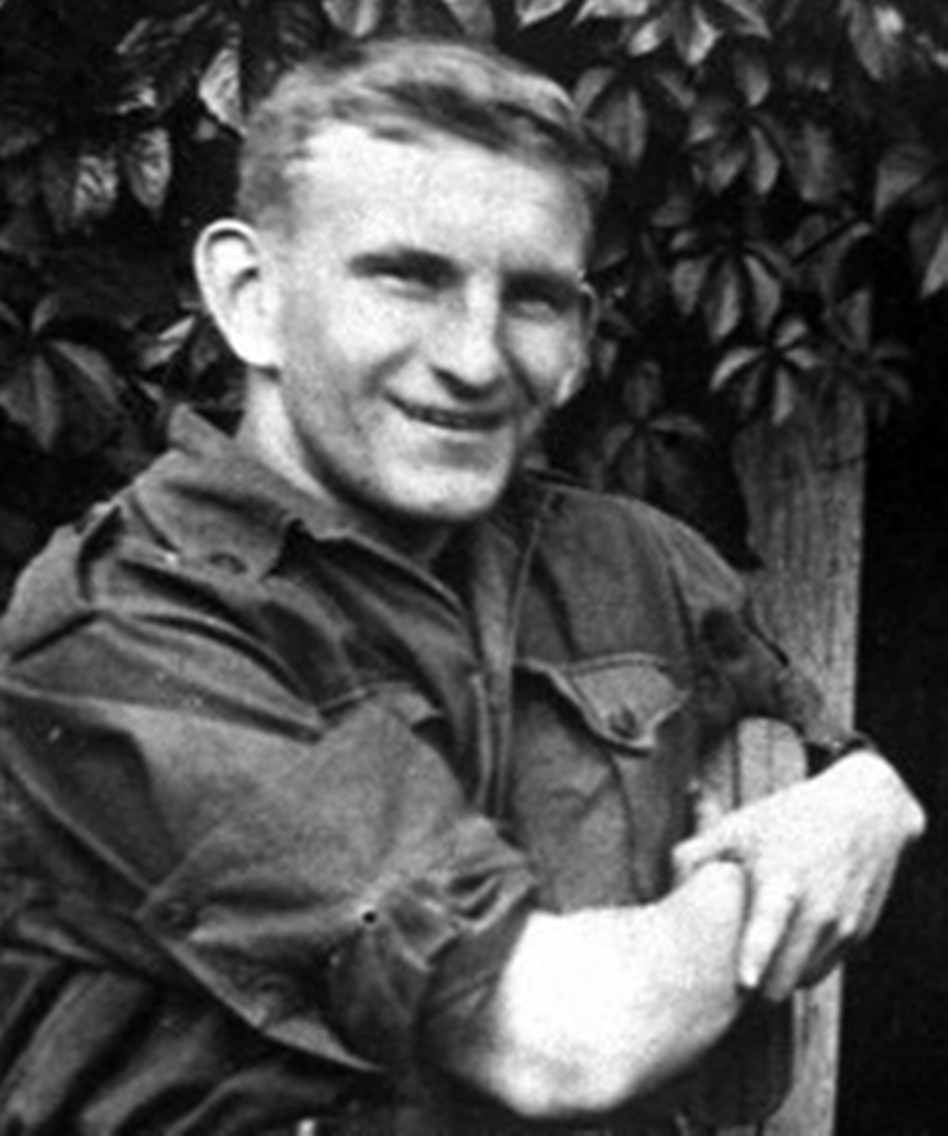
UPAを指揮したロマン・シュヘーヴィチ

ウクライナ蜂起軍の戦功十字章

1942年10月、ヴォルィーニでOUNの軍事組織や秩序警察配下のウクライナ補助警察の脱走兵、反独・反ソの地元住民らをまとめる形でウクライナ蜂起軍が結成され、ロマン・シュヘーヴィチが司令官となった。ドイツ軍や赤軍パルチザンと戦い、ポーランドでも活動した。外国からの援助はほとんど得られず、UPAの武装はソ連軍が撤退の際に置いて行ったものや元ウクライナ補助警察の脱走兵が持ち出したドイツ軍兵器などであった。また、結成初期は練度不足を補うためにウクライナ補助警察に潜入して訓練を積んでから武器を盗んで脱走するという手法を取っていた。
1943年1月以降から本格的な武装闘争を始め、ドイツ軍の基地や輸送隊への襲撃を繰り返した。また、ドイツ軍との戦闘に加え、親ソの赤軍パルチザンに対しても攻撃を行った。ドイツ側も掃討作戦として近隣の村落を襲撃・壊滅させるなどして報復した。
1944年に入るとソ連側の反攻が本格化し、ソ連に対抗するためUPAはドイツ軍と一時的な協力関係を築くが、これが先述した「ナチス協力者」のレッテルを張られる原因にもなった。1944年5月にはドイツ軍はウクライナから撤退し、ソ連軍が進軍してくるとUPAはソ連に対しても同様に武装闘争を続けた。
しかし1945年5月にベルリンが陥落し、ヨーロッパでの戦争が終わりを迎えるとソ連はUPA撲滅に全力を注ぎ、支持層の地域住民の追放、ポーランドと共同軍事行動を起こし、ポーランドでは国内のウクライナ人を強制退去させる「ヴィスワ作戦」が行われた。また、農業集団化によって食糧を得にくくなり、戦略ミスによって支持者が離れ、1950年に司令官のシュヘーヴィチが戦死すると活動停止状態になる。その後も数年間にわたって散発的に戦い続けたが1954年にはほぼ壊滅状態となり、残党は西ヨーロッパ、特に西ドイツや、支援者の移民がいるアメリカ合衆国に逃亡した。

## 戦争犯罪

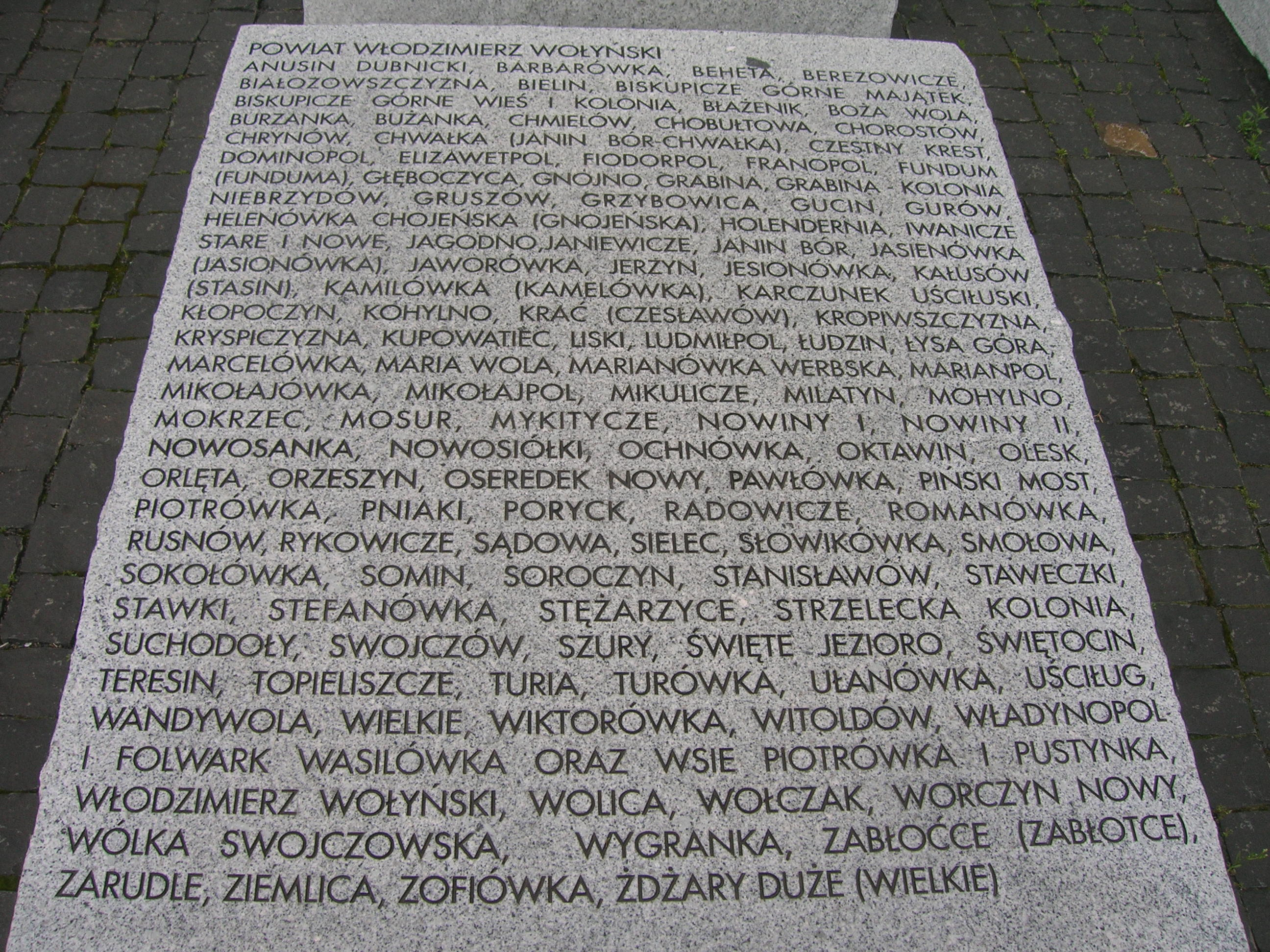
蜂起軍によって虐殺されたポーランド人住民の慰霊碑

ウクライナ蜂起軍の評価を大きく分ける原因となっているのが、ヴォルィーニとガリツィアでUPAが行ったポーランド人民族浄化とホロコーストへの関与である。
戦前のヴォルィーニとガリツィアを含む西ウクライナ地域は現地に住むポーランド人の存在からポーランド領となっていたが、UPAは戦後にポーランド国家が復活した場合同様にポーランドの領土となることを警戒していた。1943年からUPAはヴォルィーニとガリツィアに住むポーランド人に対する民族浄化を開始した。UPA部隊はポーランド人村落を次々と襲撃しては虐殺・略奪を繰り返し、1945年にソ連軍が周辺を制圧するまでの間に約5万人から10万人のポーランド人が殺害された。この虐殺は戦後にポーランド政府がヴィスワ作戦を実行する理由ともなった。
また、UPAにはウクライナ補助警察時代にアインザッツグルッペンやゲルマンSSの指揮下でユダヤ人虐殺に加担した者も多数参加していたほか、UPAの前身であるOUNは1941年にリヴィウでユダヤ人に対するポグロムを行った組織でもある。

## ウクライナにおける名誉回復
ウクライナ蜂起軍は、ソ連や後継のロシア連邦の歴史認識では「ナチス協力者」「戦争犯罪者」と扱われている。ウクライナは1991年のソビエト連邦の崩壊によって独立を果たしたが、しばらくはソ連時代の歴史認識の影響が強いままだった。
2014年のマイダン革命により親露派のヴィクトル・ヤヌコーヴィチ大統領が失脚し、反露派のペトロ・ポロシェンコが大統領に就任した。ボロシェンコ政権（2014年 - 2019年）は、旧ソ連の「残滓」を排除する政策を数多く行った。そのため、ウクライナ政府の公式史観は大きく転換され、ウクライナ蜂起軍も名誉回復がなされた。ウクライナの祝日「祖国防衛者の日」は、2014年から、ウクライナ蜂起軍の創設日である10月14日に移動した。